# Инграм, Керри
Ке́рри Даниэ́ль И́нграм (англ. Kerry Danielle Ingram; род. 26 мая 1999) — британская актриса, известная по роли Ширен Баратеон в сериале канала HBO «Игра престолов» и по роли Матильды Вормвуд в мюзикле «Матильда».

## Карьера
В июне 2012 года, Инграм сообщила в твиттере, что она стала частью актёрского состава в третьем сезоне фэнтезийного сериала канала HBO «Игра престолов». Позже, было утверждено, что она будет играть Ширен Баратеон. Она повторила свою роль в четвёртом и пятом сезонах.

## Личная жизнь
Инграм живёт в Уорфилде со своей мамой Салли и её братом и сестрой.
Она посещала католическую начальную школу Святого Иосифа в Бракнелле, Беркшире, затем в Уставную школу в Саннингдейле с 2010 по 2011 гг. и в театральной школе Редруфс
 в Мейденхеде. В 2013 году, она присоединилась к школе Хёрст Лодж в Аскоте, Беркшире.
Керри страдает от несовершенного остеогенеза, также известного как болезнь хрупких костей. Из-за опасности регулярных переломов ей требуется периодическое лечение, чтобы укрепить их.

## Фильмография

### Фильмы
| Год  | Название            | Ориг. название | Роль            | Примечания          |
| ---- | ------------------- | -------------- | --------------- | ------------------- |
| 2009 | Робин Гуд           | Robin Hood     | дитя из деревни | в титрах не указана |
| 2010 | Руки-ноги за любовь | Burke and Hare | дитя-вор        | в титрах не указана |

### Телевидение
| Год       | Название       | Ориг. название  | Роль           | Примечания                   |
| --------- | -------------- | --------------- | -------------- | ---------------------------- |
| 2013—2015 | Игра престолов | Game of Thrones | Ширен Баратеон | 10 эпизодов                  |
| 2014      | Врачи          | Doctors         | Лоис Рен       | Эпизод: 'Unsolved Mysteries' |
| 2015      | Волчий зал     | Wolf Hall       | Элис Уильямсон | Эпизод: «Entirely Beloved»   |

### Театр
| Год  | Название | Ориг. название      | Роль                 | Примечания                                     |
| ---- | -------- | ------------------- | -------------------- | ---------------------------------------------- |
| 2010 | Оливер!  | Oliver!             | дитя в работном доме | Друри-Лейн                                     |
| 2010 | Матильда | Matilda the Musical | Матильда Уормвуд     | Courtyard Theatre ноябрь 2010 – 29 января 2011 |
| 2011 | Матильда | Matilda the Musical | Матильда Уормвуд     | Cambridge Theatre ноябрь 2011 – 12 апреля 2012 |

## Награды/Номинации
| Год  | Награда        | Категория      | Работа            | Результат |
| ---- | -------------- | -------------- | ----------------- | --------- |
| 2012 | Лоуренс Оливье | Лучшая актриса | мюзикл «Матильда» | Победа    |
| 2011 | WhatsOnStage   | Лучшая актриса | мюзикл «Матильда» | Номинация |